# Kodeks šahovske kompozicije
Kodeks šahovske kompozicije (engl. Codex for Chess Composition; poznat još kao Kodeks problemskog šaha) bavi se općenitim principima aktivnosti u problemskom šahu (kompozicija (sastavljanje problema), rješavanje problema i publikacija istih). Kodeks je opisan (nije obvezujući) i nudi konstruktivne smjernice. Nije zamišljen kao zakon kojeg se problemisti moraju slijepo pridržavati.
Sastoji se od dva dijela i aneksa. Prvi dio bavi se općenitim principima, tipovima, ispravnošću i konvencijama šahovske kompozicije. Drugi dio bavi se pravilima publiciranja, prioritetom šahovske kompozicije i turnirima u komponiranju i rješavanju. U aneksu se navode smjernice za javna predavanja i organizaciju turnira u komponiranju i rješavanju.
Prvi kodeks šahovske kompozicije djelo je Nenada Petrovića na Piranskom kongresu 1958.